# Sigismund Pagliaruzzi
Sigismund Pagliaruzzi, tudi Pagliarucci ali vitez Pagliaruzzi pl. Kieselstein, plemič, frankofil in prostozidar, * 20.12.1782 Stražišče, Kranj, † 6.2.1855, Ljubljana.
Sigismund je bil drugi sin Natala Paglirauzzija in Frančiške Jenko pl. Jenkersheim. Natalis je v letu 1809 prejel avstrijsko plemstvo, hkrati pa so ga prejeli tudi njegovi otroci in tudi Sigismund. 
V zakonu z Jožefo Romano se jima je rodilo 12 otrok. V letu 1809 kupil Cekinov grad v Ljubljani in družina je deloma živela v Ljubljani, deloma v Kranju. 
Ker je bil že Sigismundov oče Natal naklonjen razsvetljenskim idejam in francoski politiki, ne čudi, da se je po francoski zasedbi krajev (1809) zaradi očitnega frankofilstva Sigismundovo ime znašlo na avstrijskih seznamih za aretacije (1810).
Da so bili Sigismundovi odnosi s francosko oblastjo dobri, priča tudi podatek, da je Sigismund zasedel mesto adjunkta ljubljanske merije (občinskega sveta pod francosko oblastjo), ter da je leta 1812 že izpričani član ljubljanske prostozidarske lože, t.i. "Francosko-ilirske framazonske lože prijateljev kralja rimskega in Napoleona".
Leta 1813 je Sigismund nudil italijanskemu podkralju, princu Evgenu (Eugène de Beauharnaiso 1781-1824) tako prebivališče (domnevno v Cekinovem gradu), kot drugo pomoč. Po vojni, ki je sledila, so Ilirske province ugasnile in se je obnovila avstrijska oblast. Ker se je Sigismund takrat že umahnil z vseh javnih funkcij, mu njegovo frankofilstvo ni prineslo velikih težav. Kot član prostozidarske lože je preživel vse ostale člane, hranil pa je tudi dokumente in insignije lože, ki jih danes hrani Narodni muzej..
Iz let po avstrijski obnovi je zanimiv podatek, da je med letoma 1819/20 v Cekinovem gradu stanoval France Prešeren, ki je poučeval Sigismundove otroke in ga je bivanje pri Pagliaruzzijih zaznamovalo pri njegovi poklicni poti. Sigismund je bil tudi prijatelj Žige Zoisa, njegov biograf in avtor dela Biografia di Sigismondo Zois Barone d'Edelstein (hrani SAZU).
Sigismund je Cekinov grad leta 1841 izročil sinovoma Peter Pagliaruzzi in Jožef Pagliaruzzi, ki pa je svoj delež izročil Petru.
Umrl je v Ljubljani leta 1855,  star 73 let.